# False Easy Harbour
False Easy Harbour ist ein kleiner Naturhafen auf der Insel Stewart Island, südlich der Südinsel von Neuseeland. Die Insel zählt zur Region Southland.

## Geographie
Der False Easy Harbour befindet sich an der Westseite des südlichen Teils von Stewart Island, rund 11 km östlich von Mokinui/Big Moggy Island entfernt. Der Naturhafen besitzt eine Länge von rund 850 m und eine maximale Breite von rund 500 m. Die Küstenlinie erstreckt sich über rund 2,4 km.
Südöstlich bis östlich von False Easy Harbour befindet sich der rund 3,3 km lange und bis zu 1,3 km breite Easy Harbour, der nur durch eine rund 830 m lange und bis zu 480 m breite Insel vom False Easy Harbour getrennt ist. Zum Ende des False Easy Harbour zweigt ein flacher, rund 40 m breiter, mit Felsen flankierter Zugang zum Easy Harbour ab.